# Тониньо Баияно
Антонио Диас дос Сантос (порт.-браз. Antônio Dias dos Santos; 7 июня 1948, Вера-Крус (Баия) — 8 декабря 1999, Салвадор (Баия)), более известный под именем Тониньо или Тониньо Баияно (порт.-браз. Toninho Baiano) — бразильский футболист, правый защитник.

## Карьера
Тониньо начал свою карьеру как левый полузащитник в клубе «Сан-Кристован» из Салвадора, но затем из-за травмы правого защитника, был переведён на его место, где и выступал до конца своей карьеры. В 1967 году он перешёл в «Галисию», где выступал с 1967 по 1969 год. В 1970 году Тониньо перешёл во «Флуминенсе». С «Флу» он трижды выигрывал чемпионат штата Рио-де-Жанейро и Турнир Роберто Гомеса Педрозы в 1970 году. В 1975 году Тониньо был вынужден покинуть «Флуминенсе», из-за конфликта с главным тренером команды, Диди.
В 1976 году Тониньо стал частью грандиозного обмена между клубами «Фламенго» и «Флуминенсе», в результате которого были обменяны по 4 игрока из каждого клуба. Первоначально болельщики клуба агрессивно были настроены по поводу обмена, тем более, что ушёл из команды их идол — Довал. Однако Тониньо быстро завоевал любовь фанатов клуба. За «Менго» он провёл 4,5 сезона, выиграв 3 чемпионата Рио и чемпионат Бразилии. В то время, когда Тониньо играл за «Фламенго», он вызывался в сборную Бразилии, за которую провёл 26 матчей и забил 3 гола. Он также был участником чемпионата мира 1978, но котором провёл все игры, за исключением матча за 3-е место.
В 1981 году Тониньо перешёл в аравийский клуб «Аль-Ахли» и провёл там 1 сезон. Причиной ухода из «Аль-Ахли» стал эпизод, когда без его ведома команда заключила договор о переходе Тониньо в другой аравийский клуб без ведома самого игрока. Вернувшись в Бразилию, Тониньо выступал за клуб «Бангу». Но «Аль-Ахли», владевшая правами на трансфер футболиста, затребовала у «Бангу» 1 млн долларов, которые бразильский клуб не мог уплатить. В результате Тониньо был вынужден либо вернуться в «Аль-Ахли», либо завершить карьеру, что он и сделал.
После завершения карьеры игрока, Тониньо занимался бизнесом по продаже строительных материалов.

## Достижения
- Победитель турнира Роберто Гомеса Педрозы: 1970
- Обладатель Кубка Гуанабара: 1971, 1980
- Чемпион штата Рио-де-Жанейро: 1971, 1973, 1975, 1978, 1979, 1979 (специальный)
- Обладатель Кубка Рио-Бранко: 1976
- Обладатель Кубка Атлантики: 1976
- Чемпион Бразилии: 1980